# Coleophora vernoniaeella
Coleophora vernoniaeella é uma espécie de mariposa do gênero Coleophora pertencente à família Coleophoridae.